# محافظة تعز
محافظة تعز هي محافظة يمنية تقع إلى الجنوب من العاصمة صنعاء، وتبعد عنها بحوالي (256) كيلومترًا، وتحتل محافظة تعز المرتبة الأولى من حيث عدد السكان في الجمهورية، إذ يشكل سكانها ما نسبته (12.2%) من سكان الجمهورية، وعدد مديرياتها 23 مديرية، ومدينة تعز التي يحتضنها جبل صبر مركز المحافظة، وتتميز المحافظة بتنوع نشاطها الاقتصادي؛ حيث يزرع فيها بعض المحاصيل الزراعية كالحبوب والخضروات، والفواكه، إلى جانب الثروة الحيوانية وصيد الأسماك في ساحل مدينة المخا، فضلًا عن ممارسة النشاط الصناعي، حيث يوجد في المحافظة العديد من المنشآت الصناعية، منها مصنع إسمنت البرح وبعض الصناعات الغذائية. وتضم أراضي المحافظة بعض المعادن من أهمها النحاس، النيكل، الكوبلت ومجموعة من عناصر البلاتينيوم ومعالم السياحة في محافظة تعز كثيرة ومتعددة، منها جامع الجند التاريخي وقلعة القاهرة والمدارس الأثرية كمدرسة المظفرية والأشرفية والمعتبية، وطبيعة تضاريس المحافظة متنوعة، ومناخها معتدل خلال أيام السنة ومتوسط درجة الحرارة فيها يصل إلى (21) درجة مئوية.
يوجد فيها باب المندب والذي يُعتبر من أهم المضائق في العالم والذي يمر خلاله مايقارب ثلاثون مليون برميل من النفط.

## التاريخ
كانت محافظة تعز في عهد الدولة الأيوبية تسمى بـ (عدينة) وفي عهد المملكة المتوكلية تسمى بلواء تعز، وكانت مُقسّمة إلى عدد من القضاءات كقضاء الحجرية وقضاء شرعب وغيرها.

## الجغرافيا
تقع محافظة تعز في الجزء الجنوبي الغربي للجمهورية اليمنية بين خطي العرض (14-12) شمال خط الاستواء وبين خطي الطول (45ْ-43ْ) شرق جرينتش وتبعد عن العاصمة صنعاء حوالي (256) كيلومترًا. وتتصل المحافظة بمحافظتي إب والحديدة من الشمال، أجزاء من محافظات لحج والضالع وإب من الشرق، محافظة لحج من الجنوب وتطل على البحر الأحمر من جهة الغرب
تبلغ مساحة المحافظة حوالي (10008) كيلومتر مربع تتوزع على ثلاثة وعشرين مديرية وذلك بحسب التقسيم الإداري لعام 2004م.

## المناخ
تتميز المحافظة بتنوع المناخ حيث يسود الأجزاء الجبلية والمرتفعات مناخ بارد شتاءً ومعتدل صيفًا بينما الأجزاء المنخفضة فيسودها مناخ معتدل في الشتاء ودافئ إلى حار نسبيًّا في فصل الصيف. أما الأجزاء الغربية للمحافظة يسودها المناخ الساحلي الصحراوي دافئ شتاءً حار صيفاً، ومتوسط درجة الحرارة في المحافظة يصل إلى (21) درجة مئوية.
| البيانات المناخية لـمحافظة تعز                        | البيانات المناخية لـمحافظة تعز | البيانات المناخية لـمحافظة تعز | البيانات المناخية لـمحافظة تعز | البيانات المناخية لـمحافظة تعز | البيانات المناخية لـمحافظة تعز | البيانات المناخية لـمحافظة تعز | البيانات المناخية لـمحافظة تعز | البيانات المناخية لـمحافظة تعز | البيانات المناخية لـمحافظة تعز | البيانات المناخية لـمحافظة تعز | البيانات المناخية لـمحافظة تعز | البيانات المناخية لـمحافظة تعز | البيانات المناخية لـمحافظة تعز |
| الشهر                                                 | يناير                          | فبراير                         | مارس                           | أبريل                          | مايو                           | يونيو                          | يوليو                          | أغسطس                          | سبتمبر                         | أكتوبر                         | نوفمبر                         | ديسمبر                         | المعدل السنوي                  |
| ----------------------------------------------------- | ------------------------------ | ------------------------------ | ------------------------------ | ------------------------------ | ------------------------------ | ------------------------------ | ------------------------------ | ------------------------------ | ------------------------------ | ------------------------------ | ------------------------------ | ------------------------------ | ------------------------------ |
| متوسط درجة الحرارة الكبرى °م (°ف)                     | 29.0 (84.2)                    | 29.0 (84.2)                    | 30.0 (86.0)                    | 32.0 (89.6)                    | 33.0 (91.4)                    | 33.0 (91.4)                    | 33.0 (91.4)                    | 33.0 (91.4)                    | 32.0 (89.6)                    | 30.0 (86.0)                    | 28.0 (82.4)                    | 27.0 (80.6)                    | 30.8 (87.3)                    |
| متوسط درجة الحرارة الصغرى °م (°ف)                     | 11.0 (51.8)                    | 10.0 (50.0)                    | 12.0 (53.6)                    | 15.0 (59.0)                    | 16.0 (60.8)                    | 17.0 (62.6)                    | 13.0 (55.4)                    | 17.0 (62.6)                    | 16.0 (60.8)                    | 12.0 (53.6)                    | 9.0 (48.2)                     | 9.0 (48.2)                     | 13.1 (55.6)                    |
| المصدر: أرشيف الأحوال الجوية في مطار (تعز) محافظة تعز |                                |                                |                                |                                |                                |                                |                                |                                |                                |                                |                                |                                |                                |

### الأمطار
تتساقط الأمطار في فصل الصيف على جميع أجزاء ومديريات المحافظة نتيجة هبوب الرياح الموسمية من المحيط الهندي حيث تبلغ كميات الأمطار المتساقطة خلال السنة 737.1 بالمليمتر حسب محطات الرصد الرئيسية للعام 2004م كما تسقط أمطار شتوية خفيفة في بعض المديريات.

## البيئة

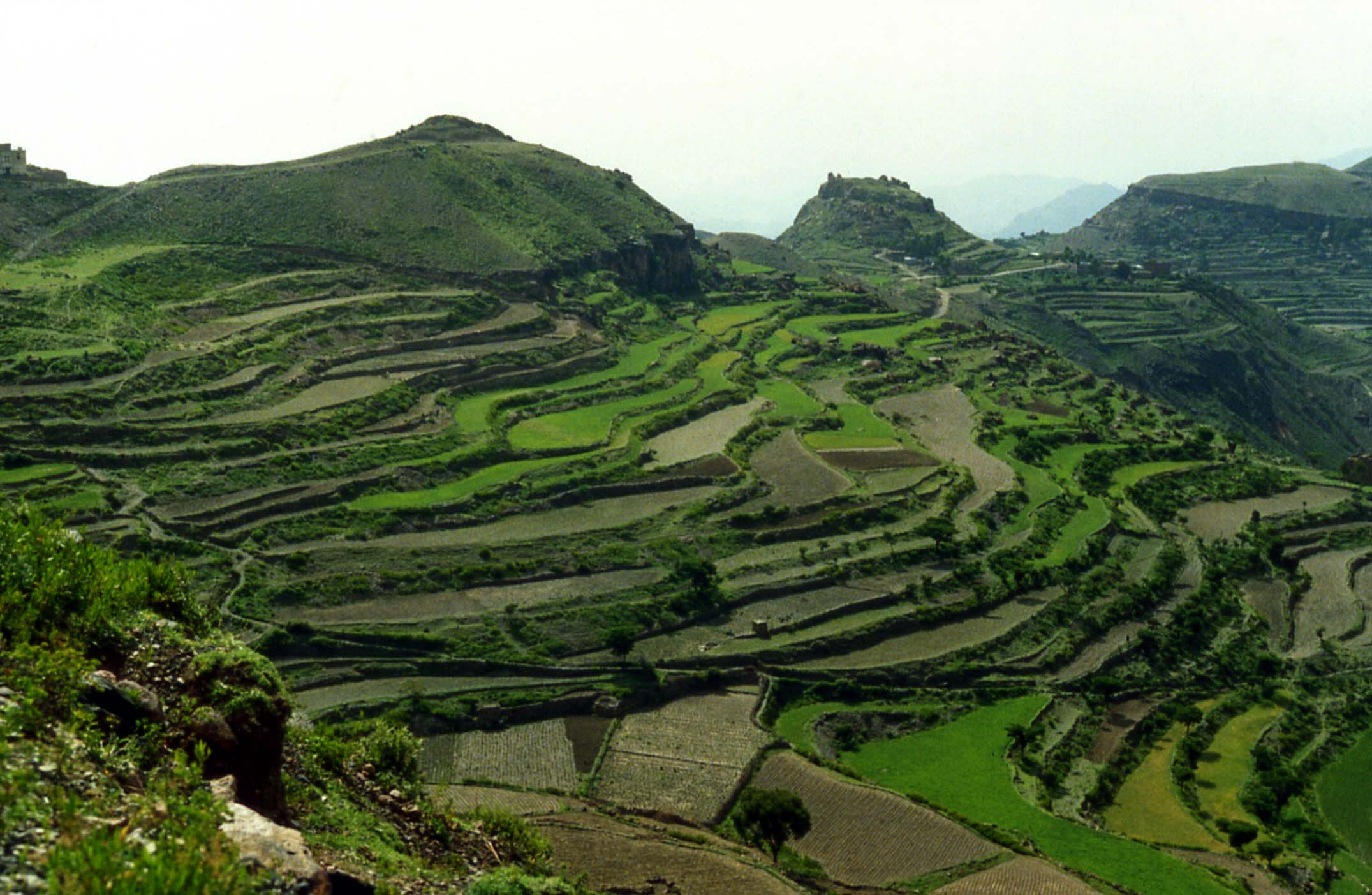
مدرجات زراعية في تعز عام 1993

### الغطاء النباتي
تمتاز المحافظة بوفرة الغطاء النباتي وتنوّعه ومن أهم الأشجار المتوفرة في المحافظة:
السمر، القرض، العسق، الطلح، السلم، الطنب، الذرح، الأراك، الأثل، وبعض الحشائش والنباتات الصغيرة.

### الحيوانات والطيور
توجد العديد من أنواع الحيوانات البرية وأهم هذه الحيوانات الضباع، الثعالب، النمور، السباع، وبر صخري، الكلاب البرية، الأرانب، القنافذ، القرود.
وكما توجد أنواع من الطيور أهمها: النسور، الصقور، الحجل، البوم، الحمام، الهدهد، البلبل، العقاب.

### المحميات الطبيعية
توجد العديد من المحميات الطبيعية في المحافظة أهمها: محمية الريامي في مديرية حيفان.

## الاقتصاد والنقل
عرفت مدينة تعز الجبلية بإنتاج البن، واعتبرت القهوة المنتجة في تعز أحد أهم مراكز إنتاج البن في المنطقة في أوائل القرن العشرين. واليوم لا تزال القهوة جزءًا رئيسيًّا من اقتصاد المدينة، وتزرع في المناطق المحيطة بالمدينة المانجو والرمان والموز والحمضيات، بالإضافة إلى الخضراوات والحبوب والقات. وتشتهر تعز بتصدير «الجبن» إلى جميع أنحاء اليمن. وتعتبر محافظة تعز أكبر قاعدة صناعية في اليمن.

## المياه

نصيب الفرد اليمني من المياه سنويًّا والمخزون المائي الجوفي

## التقسيم الإداري
تقسم محافظة تعز إلى 23 مديرية كما يلي:
1. مديرية التعزية
2. مديرية جبل حبشي
3. مديرية حيفان
4. مديرية خدير
5. مديرية ذباب
6. مديرية سامع
7. مديرية شرعب الرونة
8. مديرية شرعب السلام
9. مديرية الشمايتين
10. مديرية صالة
11. مديرية صبر الموادم
12. مديرية الصلو
13. مديرية القاهرة
14. مديرية ماوية
15. مديرية المخاء
16. مديرية المسراخ
17. مديرية مشرعة وحدنان
18. مديرية المظفر
19. مديرية المعافر
20. مديرية مقبنة
21. مديرية المواسط
22. مديرية موزع
23. مديرية الوازعية

| المحافظة   | تقسيم إداري رئيسي | تقسيم إداري رئيسي | مدن           | مدن        | مدن    | الحضر   | الحضر   | الريف | الريف   | الجزر |
| ---------- | ----------------- | ----------------- | ------------- | ---------- | ------ | ------- | ------- | ----- | ------- | ----- |
| المحافظة   | المديريات         | العزل             | مراكز مديريات | مدن ثانوية | إجمالي | الأحياء | الحارات | القرى | المحلات | الجزر |
| محافظة تعز | 23                | 233               | 13            | 1          | 14     | 0       | 317     | 1,990 | 15,187  | 2     |

## السكان
تأتي المحافظة في المرتبة الأولى من حيث عدد السكان وفقا لنتائج التعداد السكاني لعام 2004م حيث بلغ عدد السكان (2393425) وينمو السكان بمعدل (2.47%) سنويًّا؛ إذ يشكل سكانها ما نسبته (12.16%) من إجمالي سكان الجمهورية، ويتوزع السكان والمساكن والأسر على مستوى المديريات على النحو التالي:
| المديرية     | المساحة كم2 | عدد المساكن | عدد الأسر | السكان المقيمين | السكان المقيمين | السكان المقيمين |
| ------------ | ----------- | ----------- | --------- | --------------- | --------------- | --------------- |
| المديرية     | المساحة كم2 | عدد المساكن | عدد الأسر | عدد الذكور      | عدد الإناث      | الإجمالي        |
| ماوية        | 709         | 21,794      | 20,448    | 63,454          | 66,311          | 129,765         |
| شرعب السلام  | 200         | 18,307      | 16,557    | 52,331          | 57,483          | 109,814         |
| شرعب الرونة  | 417         | 23,584      | 21,734    | 68,475          | 78,175          | 146,650         |
| مقبنة        | 1,168       | 32,130      | 28,965    | 87,979          | 98,961          | 186,955         |
| المخاء       | 1,617       | 10,838      | 10,477    | 32,028          | 30,424          | 62,471          |
| ذباب         | 1,557       | 3,191       | 3,050     | 9,388           | 8,727           | 18,115          |
| موزع         | 665         | 6,116       | 5,800     | 17,609          | 17,445          | 35,054          |
| جبل حبشي     | 309         | 18,630      | 18,036    | 55,369          | 64,449          | 119,818         |
| مشرعة وحدنان | 15          | 3,898       | 3,700     | 11,672          | 12,872          | 24,544          |
| صبر الموادم  | 202         | 16,358      | 16,019    | 51,701          | 57,832          | 109,533         |
| المسراخ      | 91          | 14,140      | 14,227    | 47,871          | 52,383          | 100,254         |
| خدير         | 460         | 18,415      | 17,182    | 54,243          | 58,403          | 112,653         |
| الصلو        | 89          | 7,851       | 8,005     | 21,165          | 28,667          | 49,832          |
| الشمايتين    | 918         | 28,970      | 25,587    | 67,198          | 85,270          | 152,486         |
| الوازعيه     | 439         | 4,669       | 4,431     | 12,936          | 13,854          | 26,790          |
| حيفان        | 197         | 13,660      | 12,151    | 32,651          | 42,637          | 75,288          |
| المظفر       | 161         | 28,173      | 25,666    | 91,249          | 80,021          | 171,315         |
| القاهرة      | 161         | 25,338      | 22,967    | 76,350          | 69,769          | 146,259         |
| صالة         | 161         | 24,196      | 22,670    | 77,406          | 71,856          | 149,394         |
| التعزية      | 161         | 31,956      | 29,935    | 99,593          | 98,573          | 198,169         |
| المعافر      | 209         | 17,856      | 16,858    | 50,349          | 60,571          | 110,924         |
| المواسط      | 209         | 17,449      | 17,334    | 50,523          | 65,334          | 115,857         |
| سامع         | 209         | 5,385       | 5,928     | 18,499          | 22,965          | 41,464          |
| أخـرى        | -           | -           | 5         | 12              | 9               | 21              |
| الإجمالي     | 10,321      | 392,904     | 367,732   | 1,150,051       | 1,242,991       | 2,393,425       |

## التضاريس

### المرتفعات الجبلية
تحتوي المحافظة على العديد من السلاسل والمرتفعات الجبلية يتراوح ارتفاعها بين (1000- 3200) متر عن مستوى سطح البحر، وأهم السلاسل الجبلية تمتد من الأجزاء الشمالية للمحافظة حيث تشكل امتدادا لسلسلة جبال مديريات ذي السفال ومذيخرة وفرع العدين من محافظة إب وتمتد جنوبًا في مديريات شرعب السلام والرونة، كما تمتد سلسة أخرى في اتجاه الجنوب عبر مديريات صبر الموادم والمسراخ والمواسط والصلو وحيفان ثم الشمايتين وتمتد سلسلة جبال صبر مع حبال سامع من جهة الجنوب وتقع في إطار مديرية المواسط لتصل إلى الجزء الجنوبي الشرقي بجبال الصلو وهذه الجبال تمتد جنوباً لتتصل بالمرتفعات الواقعة في إطار مديرية حيفان، ومن أهم وأشهر هذه المرتفعات ما يلي :
1. جبل صبر: هو جبل هرمي جراتيني من العصر الثلاثي يقع جنوب مدينة تعز وهو ثاني أعلى الجبال ارتفاعا في اليمن، إذ يبلغ ارتفاعه نحو (3200) متر ويرتفع عن مدينة تعز بحوالي (1500) متر ويدخل جبل صبر ضمن مناطق المرتفعات الوسطى والجنوبية ويشكل معلمًا تضاريسيًّا هامًّا ويشرف على المناطق الجنوبية من أعلى قمة فيه والتي بني فيها حصن العروس وتكثر في جبل صبر العيون والينابيع وهو شديد الخصوبة ويجود بأصناف الثمار.
2. جبل سورق: هو جبل هرمي يقع شرق المحافظة وتحديدًا في مديرية ماوية، ويمتد إلى محافظة إب شمالاً والضالع شرقًا، وكان يعرف قديماً باسم جبل الصردف.
3. جبل حبشي: هو جبل مسنم يقع في الناحية الغربية لجبل صبر ويفصل بينها وادي الضباب وقد عرف جبل حبيسي قديماً باسم جبل (ذَخر).
4. جبل سامع: هو جبل هرمي يقع جنوب جبل صبر.
5. جبل قدس – منيف: هو جبل هرمي يقع جنوب جبل سامع.
6. سلسلة المرتفعات الجبلية: تقع هذه السلسة في الجهة الجنوبية لمحافظة تعز وتطل على أراضي محافظة لحج ويتراوح ارتفاعها بين (2000-3000)متر عن مستوى سطح البحر.
7. جبل الصلو: يقع جنوب شرق مدينة تعز وفيه حصن وقلعة الدملؤة.
8. جبال الوازعية: تقع في الجهة الغربية من محافظة تعز وترتفع حوالي (1000-1500) متر عن مستوى سطح البحر.
9. جبال شرعب وجبال مقبنة شمير: تقع في الجهة الشمالية الغربية لمحافظة تعز وترتفع بحوالي (2000) متر عن مستوى سطح البحر، ومن أشهر جبال مديرية شرعب: الأسد، الحريم أما أشهر جبال مديرية مقبنة فهو جبل ميراب الذي يعتبر أعلى جبل في شمير وجبل مؤيمرة وجبل الغرة

### الأودية
يوجد في المحافظة العديد من الأودية ويمكن تقسيمها إلى الآتي:

#### المائية
الأودية المائية: ويقصد بها الأودية التي تجري فيها المياه بصورة دائمة على مدار السنة ومن أهمها ما يلي:
| م | المديرية                               | الوديان الواقعة في إطار المديرية |
| - | -------------------------------------- | -------------------------------- |
| 1 | مديرية موزع والمخا وشرعب الرونة ومقبنة | وادي رسيان                       |
| 2 | مديرية خدير والمواسط                   | وادي ورزان                       |
| 3 | مديرية المواسط وحيفان                  | وادي الضباب                      |
| 4 | المفاليس – الغدير                      | وادي الرام                       |
| 5 | مديرية صبر الموادم                     | وادي الضباب                      |
| 6 | الأشروخ والموسط                        | وادي البركاني                    |
| 7 | السويداء – الغيل – الوازعية            | وادي الجنة                       |
| 8 | مديرية موزع                            | وادي اللحية                      |

#### الجافة
الأودية الجافة: وهي الأودية التي تجري فيها مياه الأمطار الموسمية. ومن أهمها :
| م  | المديرية           | الوديان الواقعة في إطار المديرية              |
| -- | ------------------ | --------------------------------------------- |
| 1  | مديرية خدير        | وادي الشويفة                                  |
| 2  | مديرية ماوية       | وادي السودان، الغرمان، السوارح                |
| 3  | مديرية الصلو       | وادي قراضة، وادي الزبيرة، وادي القطارية       |
| 4  | مديرية حيفان       | وادي المصلي، خوالة، شوكة                      |
| 5  | مديرية الشمايتين   | وادي أديم                                     |
| 6  | مديرية شرعب الرونة | وادي جوعة، الماء، شملة                        |
| 7  | مديرية شرعب السلام | وادي الفيجر، الحباب، حوساء، نخلة              |
| 8  | مديرية جبل حبشي    | وادي حنة                                      |
| 9  | مديرية المخا       | وادي طنج، كبير، حاضية                         |
| 10 | مديرية التعزية     | وادي حبان                                     |
| 11 | مديرية صبر الموادم | وادي سائلة حواس                               |
| 12 | مديرية الوازعية    | وادي المخشب، المعقم، حوجلة، سمادة             |
| 13 | مديرية موزع        | وادي جنوب، الغرافي، المجش، حغرمه، المرة، شعبو |

### الشواطئ
تمتلك محافظة تعز شريطًا ساحليًّا طويلًا يمتد من باب المندب جنوبًا حتى شواطئ الملك والزهاري شمالاً.

## الثقافة

### آثار ومعالم تاريخية
يوجد بالمحافظة العديد من المعالم والآثار التاريخية التي تخلد دور المحافظة عبر التاريخ اليمني ومناقب الملوك وسجل مآثرهم العظيمة وأهم هذه المعالم الآثارية موزعة على مديريات المحافظة كالتالي:
| المديرية           | الآثار والمعالم التاريخية |
| ------------------ | --- |
| مدينة تعز          | سور المدينة - الباب الكبير - باب موسى)، المدرسة المظفرية، المدرسة الأشرفية، المدرسة المعتبية، المدرسة الآتابكية، قبة الحسينية، ضريح ومسجد الشيخ / عبد الهادي السودي، قلعة القاهرة، قصر صالة، دار العرضي، جامع العرضي، قرية ثعبات.                                                         |
| مديرية التعزية     | مدينة الجند، جامع الجند (جامع معاذ بن جبل) |
| مديرية ماوية       | جبل العسلة. |
| مديرية صبر الموادم | مسجد أهل الكهف، مسجد الشعرة، مستوطنات أثرية في منطقة حمام علي، المقابر الصخرية في قرية المحراق |
| مديرية المواسط     | مدينة السواء (حصن القدم) |
| مديرية باب المندب  | باب المندب (قلعة حربية)، جزيرة ميون |
| مديرية حيفان       | تنتشر في المديرية عدد من المواقع الأثرية والتاريخية القديمة مثل المساجد الإسلامية القديمة، وعدد من السدود القديمة وبقايا مباني قديمة، بالإضافة إلى الحصون التاريخية ولكن تلك المعالم الأثرية والتاريخية لم تخضع لعمليات تنقيب تكشف الخلفية التاريخية للمديرية.                            |
| مديرية الشمايتين   | حصن الجاهلي، كهف الأعبار، قلعة الحدية، حصن جبل يمين، قبة (الشيخ صادق)، حصن منيف، حصن السمدان |
| مديرية مقبنة       | قلعة مؤيمرة الموجودة في قمة الجبل الذي تسمى باسمها جبل مؤيمرة، كهف برادة، الزاوية، مغارة ميراب، حصن بني مقبل، جبل الغرة (غرة شمير)، حصن العك بن عدنان الموجود في المجاعشة |
| مديرية موزع        | الجامع الكبير بموزع، قبة (بأسعد بن علي)، قبة المحولي، القلعة |
| مديرية خدير        | قلعة أم قريش، قلعة مسور، كدرة الذهب، جبل اللؤلؤة |
| مديرية الصلو       | قلعة الدملوة |
| مديرية المسراخ     | مدينة جبا |
| مديرية الوازعية    | حصن عزان، حصن جبل الدامغة |
| مديرية المخاء      | مدينة المخا القديمة، الميناء القديم، جامع الشيخ الشاذلي وضريحه |
| مديرية شرعب السلام | مسجد الطفيلي (جامع محمد بن زياد)، مسجد الدوف |
| مديرية شرعب الرونة | ضريح شديد الحرب، كريف السويدا، حصن جبل رهيد (رهيج)، جبل الحريم، قلعة القحيم، حصن حلبة، ضريح الشيخ (أحمد عيسى) |
| مديرية جبل حبشي    | جامع الشيخ (أحمد بن علوان) وضريحه، الجامع الكبير- قرية تبيشعة، قبة الشيخ (وجيه الدين – قبة عدينة)، جامع المقرئي، ضريح الشيخ جابر، جامع الحضرمي، حصن الوجيه، حصن القلة، حصن دار الكافر، حصن تالبة، حصن شرياف، المزبار، حصن عامر، حصن الدرب، حصن جبل القاع، حصن عفه، حصن الكريف، حصن الوافي |

### المتاحف
يوجد في المحافظة المتحف الوطني هو عبارة عن قصر للإمام أحمد حميد الدين حيث كان القصر مقر حكمه، بعد أن اِسْتَقَرّ في تعز بدلًا من صنعاء التي كانت عاصمةً للأئمة السابقين. وافتتح القصر كمتحف بشكل رسمي في العام 1967م، ويحتوي على معروضات تراثية ومقتنيات الإمام أحمد وأسرته، بالإضافة إلى الأسلحة القديمة، والصور التذكارية.

## مناطق وأماكن سياحية
تمتلك محافظة تعز العديد من المناظر الطبيعية الساحرة، فهناك الجبال والسهول والأودية الخضراء والمتنفسات الطبيعية والتنوع البيئي النباتي والحيواني والشواطئ الجميلة والحمامات الطبيعية والعلاجية.

### الطبيعية
- تنتشر في مدينة تعز وعدد من مديرياتها العديد من المناطق الخضراء الغنية بتنوعها النباتي والحيواني وهوائها المعتدل ذات الجذب السياحي الطبيعي ومن أهمها:

جبل صبر ومنتزه الشيخ زايد، حديقة التعاون، حديقة الحيوان، الحديقة النباتية (المتحف الشجري)، حديقة دريم لاند، نادي تعز السياحي (منتزه تعاون تعز سابقًا)، شجرة الغريب، قرية منوبة.
- الأودية، ويوجد في المحافظة العديد من الأودية الخضراء ذات الطبيعة الساحرة والمناظر الخلابة ومن أهمها:

(وادي الزارعي، وادي رسيان، وادي البرح، وادي موزع، وادي ورزان، وادي الضباب، وادي البركاني، وادي الغيل)

### العلاجية
- حمام جبل صبر الطبيعي العلاجي ويوجد في جبل صبر.
- حمام الأجشوب أو حمام رسيان (في وادي رسيان) ويوجد في (مديرية شرعب الرونة) عزلة الأجشوب.
- حمام الطوير.

### الشواطئ
تمتلك المحافظة شواطئ ساحلية تمتد من ذباب وباب المندب جنوبًا حتى شواطئ الزهاري بالمخا شمالاً وتحتوي بيئتها على أنواع من الأحجار والأصداف والشعب المرجانية وأهم هذه الشواطئ السياحية:
- شواطئ مديرية المخاء: تضم عدد من الشواطئ البحرية الطبيعية الساحلية والقرى التقليدية الجميلة مثل (الملك، الرويس، الزهاري، الكديحة).
- شواطئ مديرية باب المندب: تضم عدد من الشواطئ البحرية ومن أهمها:(خور الشوري، خور عزيرة، جبل الشيخ سعيد).

## الجزر
- جزيرة ميون
- جزيرة الزيادي

## وصلات خارجية
- الموقع الرسمي لمحافظة تعز